# ATP Challenger New Haven
Das ATP Challenger Houston (offizieller Name: Oracle Challenger Series – New Haven) war ein 2019 einmalig stattfindendes Tennisturnier in New Haven, Connecticut. Es war Teil der ATP Challenger Tour und wurde im Freien auf Hartplatz ausgetragen.

## Liste der Sieger

### Einzel
| Jahr | Sieger     | Finalgegner  | Ergebnis |
| ---- | ---------- | ------------ | -------- |
| 2019 | Tommy Paul | Marcos Giron | 6:3, 6:3 |

### Doppel
| Jahr | Sieger                            | Finalgegner                | Ergebnis |
| ---- | --------------------------------- | -------------------------- | -------- |
| 2019 | Robert Galloway Nathaniel Lammons | Sander Gillé Joran Vliegen | 7:5, 6:4 |